# Xere
Xere est une ville du Botswana.